# Felix Wakefield
Felix Wakefield (* Januar 1807 in Tottenham, London, England; † 23. Dezember 1875 in Sumner, Christchurch, Neuseeland) stammte aus der Familie Wakefield und war Landvermesser, Oberstleutnant der britischen Armee und Kolonist in Südaustralien und Neuseeland.
Die bekanntesten Geschwister waren seine Brüder Edward Gibbon Wakefield (1796–1862), Daniel Bell Wakefield (1798–1858), Arthur Wakefield (1799–1843) und William Hayward Wakefield (1801–1848).

## Leben und Wirken
Als siebtes Kind von Edward Wakefield (1774–1854) und Susanna Crash (1767–1816) wuchs er, nachdem der Vater 1807 seine Farm verloren hatte und in Westminster, London wohnte, hauptsächlich bei seiner Großmutter Priscilla, (Quäkerin und Schriftstellerin (1751–1832)) in Tottenham, London auf. Mit im Hause der Großmutter lebte seine Mutter Susanna und einige seiner Geschwister in wechselnden Konstellationen. Felix war oft krank, wie seine Mutter Susanna und als sie 1816 starb, waren er und seine beiden jüngeren Schwestern Priscilla und Percy ohne rechte Fürsorge.
1823 verließ er mit 16 Jahren die Tottenham Grammar School in London, um dann zusammen mit seinem Bruder Daniel für seinen Vater zu arbeiten. Als sein Vater nach Blois in Frankreich ging, folgte er ihm, lernte fließend Französisch sprechen und schwängerte die Hausangestellte Marie Felice Eliza Bailley, die er schließlich auf Druck seitens seines Vaters noch vor der Geburt des Kindes 1831 heiraten musste. Constance war das erste Kind von neun Kindern, die bis 1846 zur Welt kamen.
Der Druck seines Vaters musste wohl dann auch mit den Ausschlag gegeben haben, im April 1832 nach Tasmanien auszuwandern. In Hobart angekommen, erhielt er recht schnell einen Job als Landvermesserassistent, legte sich mit den Vorgesetzten an und zog darauf im Oktober 1833 nach Launceston, um einen Job als Landvermesser von der Regierung anzunehmen.
Kritiker beschrieben Felix Wakefield als sprunghaft, launisch, reizbar und mit dem hartnäckigen Hang versehen, sich behaupten und durchsetzen zu müssen. In seiner Kindheit sozial benachteiligt, mangelte es ihm daran, ein anständiges Englisch zu schreiben und akzeptable Geschäftsbriefe zu formulieren. Auch wurde ihm nachgesagt, wenig Sinn für Geld zu haben und unselbständig zu sein.
Im Wissen um seinen Bruder schrieb Edward Gibbon Wakefield von London aus einen langen Brief mit Tipps und Ratschlägen für Felix. Doch im November 1835 wurde das Büro in Launceston geschlossen und Felix versuchte sich in Landwirtschaft, Gelegenheitsarbeiten als Landvermesser, als Landverkäufer oder arbeitete für Rechtsanwälte in Sachen Liegenschaften. All diese Bemühungen konnten den finanziellen Niedergang und das Familienwachstum nicht verhindern. Anfang 1839, das fünfte Kind war unterwegs, wurde er auch noch wegen fehlerhaften Landvermessungen angeklagt. 1840, die Familie war fast mittellos, versuchte er sich zweimal im Glücksspiel und gewann. Mit dem Geld konnte er den Rechtsstreit finanzieren und wurde schließlich im Juli 1840 rehabilitiert.
1847, das neunte Kind war geboren, ließ er seine Frau Marie mit dem jüngsten Kind in Tasmanien, ging mit den anderen acht Kindern zurück nach England und stand plötzlich unerwartet vor seines Bruders Haus, mittellos und unfreundlich, wie sich Edward Gibbon Wakefield später erinnerte. Marie ging mit ihrer kleinen Tochter im Oktober 1847 nach Adelaide und sah ihrem Mann Felix Wakefield nie wieder. Drei ihrer Kinder, Murat, Salvator und Ariosto kamen um 1853/54 zurück nach Australien, suchten und unterstützten die Mutter.
Felix Wakefield erhielt in den Jahren 1847 bis 1849 zwei attraktive Angebote, als Landvermesser nach Neuseeland zu gehen, lehnte aber jeweils unter dem Druck seines Bruders Edward ab. Dieser traute der Entwicklung der New Zealand Company in diesen Jahren nicht und hielt sein Bruder Felix im Übrigen für nicht fähig und erfahren genug.
1851 nahm Felix das dritte Angebot von John Robert Godley an, nach Canterbury zu kommen und als Fachmann beim Aufbau zu helfen. Mit sechs Kindern kam Felix am 10. November 1851 in Lyttelton an. Anfang 1852 verließ er nach Zerwürfnissen mit Godley Canterbury, um nach Wellington zu gehen. In der Obhut von Constance, der mit 20 Jahren Ältesten, überließ er seine Kinder über fast drei Jahre sich selbst.
Im Mai 1855 nach England zurückgekommen, trat er als Ingenieur in die britische Armee ein, plante den Bau der für den Krimkrieg militärisch genutzten Eisenbahnstrecke von Balaklawa nach Sewastopol mit, die dann als die erste strategische Bahnstrecke in die Geschichte der Eisenbahn eingehen sollte. Nach vielen militärischen Einsätzen kam er 1859 zurück nach London.
Als am 16. Mai 1862 sein Bruder Edward in Wellington starb, ging er juristisch gegen dessen Sohn Edward Jerningham Wakefield vor, um ein Stückchen Land in Canterbury zu bekommen, welches Edward  Gibbon ihm versprochen haben soll. Edward Jerningham gab nach und so ging Felix, auch durch Premierminister Edward William Stafford ermutigt, einen permanenten Residenzstatus zu bekommen, 1863 zurück nach Neuseeland und siedelte 1864 auf dem Farmgrundstück seines Bruders Edward Gibbon in Sumner bei Christchurch.
1867 ging er nach Wellington, um als Sekretär in unterschiedlichen Komitees und Kommissionen sein Auskommen zu sichern. Von Juli 1870 bis zu seiner Pensionierung 1874 arbeitete er frustriert als Angestellter im Postamt von Nelson und schrieb Briefe an die Direktion, ihm als einen Wakefield doch eine bessere Position und Anerkennung zukommen lassen zu müssen. Am 23. Dezember 1875 verstarb Felix Wakefield einsam auf seiner Farm in Sumner an einem Herzinfarkt.